# Xestia magadanensis
Xestia magadanensis (Ксестія магаданська) — вид метеликів родини Совки (Noctuidae). Вид зустрічається лише на сході Росії на Чукотському півострові. Вид занесений у Червої книги Чукотського автономного округу. Типовим біотопом, де проживає цей вид, є тундра.